# Siergiej Zagrebelny
Siergiej Zagrebelny, ros. Сергей Загребельный, uzb. Sergey Zagrebelniy (ur. 9 kwietnia 1965) – uzbecki szachista, arcymistrz od 1993 roku.

## Kariera szachowa
Od roku 1992 należy do podstawowych zawodników reprezentacji Uzbekistanu, sześciokrotnie (do 2002 roku) uczestnicząc w szachowych olimpiadach. Jest dwukrotnym srebrnym olimpijskim medalistą z roku 1992: wraz z drużyną oraz indywidualnie, za wynik na IV szachownicy. W roku 1993 był również członkiem narodowego zespołu podczas drużynowych mistrzostw świata, rozegranych w Lucernie.
Odniósł szereg sukcesów w turniejach międzynarodowych, m.in. w Kecskemét (1993, I m.), Władywostoku (1995, dz. I m. wraz z Michaiłem Saltajewem), Moskwie (1995, II m. za Władimirem Bielikowem), Sankt Petersburgu (1997, dz. II m. za Konstantinem Sakajewem, wraz z m.in. Karenem Asrjanem, Jewgienijem Swiesznikowem, Ildarem Ibragimowem i Siergiejem Szypowem), Kstowie (1998, dz. II m. wraz z Wiktorem Bołoganem i Michaiłem Brodskim, za Aleksiejem Aleksandrowem), Dreźnie (1999, dz. I m. z Lwem Gutmanem), Schwerinie (1999, dz. II m. wraz z Wolfgangiem Uhlmannem i Klausem Bischoffem, za Henrikiem Danielsenem), Abu Zabi (2001, I m.), Aszdodzie (2003, otwarte mistrzostwa Izraela, dz. I m. wraz z Wadimem Miłowem, Ołeksandrem Chuzmanem i Wiktorem Michalewskim), Moskwie (2005, Aeroflot Open turniej A2, dz. I m.), Balaguerze (2005, dz. I m. wraz z Wołodymyrem Bakłanem, Aleksandyrem Dełczewem i Ádámem Horváthem), Arco (2005, II m. za Simenem Agdesteinem) i na Ikarii (2007, dz. I m. wraz z Ołeksandrem Sznajderem).
Najwyższy ranking w karierze osiągnął 1 stycznia 2003 r., z wynikiem 2540 punktów zajmował wówczas 3. miejsce wśród uzbeckich szachistów.